# Reino Unido en los Juegos Olímpicos de Londres 1908
El Reino Unido estuvo representado en los Juegos Olímpicos de Londres 1908 por un total de 735 deportistas que compitieron en 24 deportes.  
El portador de la bandera en la ceremonia de apertura fue el jugador de cricket Kynaston Studd.

## Medallistas
El equipo olímpico británico obtuvo las siguientes medallas:
| Nombre | Deporte             | Competición                          |
| --- | ------------------- | ------------------------------------ |
| Oro |                     |                                      |
| Wyndham Halswelle | Atletismo           | 400 m M                              |
| Emil Voigt | Atletismo           | 5 mi M                               |
| Arthur Russell | Atletismo           | 3.200 m obstáculos M                 |
| William Coales Joe Deakin Archie Robertson | Atletismo           | 3 mi por eqs. M                      |
| George Larner | Atletismo           | 3.500 m marcha M                     |
| George Larner | Atletismo           | 10 mi marcha M                       |
| Tim Ahearne | Atletismo           | Triple salto M                       |
| Henry Thomas | Boxeo               | Gallo (52,6 kg) M                    |
| Richard Gunn | Boxeo               | Pluma (57,2 kg) M                    |
| Frederick Grace | Boxeo               | Ligero (63,5 kg) M                   |
| Johnny Douglas | Boxeo               | Medio (71,7 kg) M                    |
| Albert Oldman | Boxeo               | Pesado (+71,7 kg) M                  |
| Victor Johnson | Ciclismo en pista   | 660 yd M                             |
| Benjamin Jones | Ciclismo en pista   | 5000 m M                             |
| Clarence Kingsbury | Ciclismo en pista   | 20 km M                              |
| Charles Bartlett | Ciclismo en pista   | 100 km M                             |
| Benjamin Jones Clarence Kingsbury Leonard Meredith Ernest Payne                                                                                             | Ciclismo en pista   | Persecución por eqs. M               |
| Equipo | Fútbol              | Torneo M                             |
| Equipo inglés | Hockey sobre hierba | Torneo M                             |
| George de Relwyskow | Lucha libre         | Ligero M                             |
| Stanley Bacon | Lucha libre         | Medio M                              |
| Con O'Kelly | Lucha libre         | Pesado M                             |
| John Field-Richards Bernard Boverton Redwood Isaac Thomas Thornycroft                                                                                       | Motonáutica         | Clase B (-60 ft) M                   |
| John Field-Richards Bernard Boverton Redwood Isaac Thomas Thornycroft                                                                                       | Motonáutica         | Clase C (6,5–8 m) M                  |
| Henry Taylor | Natación            | 400 m libre M                        |
| Henry Taylor | Natación            | 1500 m libre M                       |
| Frederick Holman | Natación            | 200 m braza M                        |
| John Derbyshire Paul Radmilovic William Foster Henry Taylor                                                                                                 | Natación            | 4 × 200 m libre M                    |
| Madge Syers | Patinaje artístico  | Individual F                         |
| Charles Darley Miller George Arthur Miller Patteson Womersley Nickalls Herbert Haydon Wilson                                                                | Polo                | Torneo M                             |
| Evan Noel | Raquetas            | Individual M                         |
| Vane Pennell John Jacob Astor | Raquetas            | Doble M                              |
| Harry Blackstaffe | Remo                | Scull ind. (M1x) M                   |
| John Fenning Gordon Thomson | Remo                | Dos sin timonel (M2-) M              |
| Collier Cudmore James Angus Gillan Duncan Mackinnon John Somers-Smith                                                                                       | Remo                | Cuatro sin timonel (M4-) M           |
| Albert Gladstone Frederick Kelly Banner Johnstone Guy Nickalls Charles Burnell Ronald Sanderson Raymond Etherington-Smith Henry Bucknall Gilchrist Maclagan | Remo                | Ocho con timonel (M8+) M             |
| Josiah Ritchie | Tenis               | Individual M (aire libre)            |
| George Hillyard Reginald Doherty | Tenis               | Dobles M (aire libre)                |
| Dorothea Lambert Chambers | Tenis               | Individual F (aire libre)            |
| Arthur Gore | Tenis               | Individual M (sala)                  |
| Arthur Gore Herbert Barrett | Tenis               | Dobles M (sala)                      |
| Gwendoline Eastlake-Smith | Tenis               | Individual F (sala)                  |
| Equipo | Tira y afloja       | Equipo M                             |
| John Fleming | Tiro                | Rifle 50 m (blanco móvil) M          |
| William Styles | Tiro                | Rifle 50 m (blanco ciego) M          |
| Joshua Millner | Tiro                | Rifle militar 300 m M                |
| Arthur Carnell | Tiro                | Rifle en posición tendida 50 m M     |
| Edward Amoore Harold Humby Maurice Matthews William Pimm | Tiro                | Rifle 50 m por eqs. M                |
| Peter Easte Alexander Maunder Frank Moore Charles Palmer James Pike John Postans                                                                            | Tiro                | Foso por eqs. M                      |
| William Dod | Tiro con arco       | Doble ronda York M                   |
| Sybil Newall | Tiro con arco       | Doble ronda nacional F               |
| Thomas McMeekin Gilbert Laws Charles Crichton | Vela                | 6 Metre M                            |
| Charles Rivett-Carnac Frances Rivett-Carnac Norman Bingley Richard Dixon                                                                                    | Vela                | 7 Metre M                            |
| Blair Cochrane Arthur Wood Henry Sutton John Rhodes Charles Campbell                                                                                        | Vela                | 8 Metre M                            |
| Thomas Glen-Coats John Downes John Buchanan James Bunten Arthur Downes David Dunlop John Mackenzie Albert Martin Gerald Tait Robert Aspin                   | Vela                | 12 Metre M                           |
| Equipo | Waterpolo           | Torneo M                             |
| Plata |                     |                                      |
| Harold Wilson | Atletismo           | 1500 m M                             |
| Edward Owen | Atletismo           | 5 mi M                               |
| Archie Robertson | Atletismo           | 3.200 m obstáculos M                 |
| Ernest Webb | Atletismo           | 3.500 m marcha M                     |
| Ernest Webb | Atletismo           | 10 mi marcha M                       |
| Con Leahy | Atletismo           | Salto de altura M                    |
| Denis Horgan | Atletismo           | Peso M                               |
| John Condon | Boxeo               | Gallo (52,6 kg) M                    |
| Charles Morris | Boxeo               | Pluma (57,2 kg) M                    |
| Frederick Spiller | Boxeo               | Ligero (63,5 kg) M                   |
| Sydney Evans | Boxeo               | Pesado (+71,7 kg) M                  |
| Benjamin Jones | Ciclismo en pista   | 20 km M                              |
| Charles Denny | Ciclismo en pista   | 100 km M                             |
| Frederick Hamlin Horace Johnson | Ciclismo en pista   | Tándem M                             |
| Edgar Amphlett Leaf Daniell Cecil Haig Martin Holt Robert Montgomerie Edgar Seligman                                                                        | Esgrima             | Espada por eqs. M                    |
| Walter Tysall | Gimnasia artística  | Concurso completo ind. M             |
| Equipo irlandés | Hockey sobre hierba | Torneo M                             |
| Eustace Miles | Jeu de paume        | Individual M                         |
| Equipo | Lacrosse            | Torneo M                             |
| William Press | Lucha libre         | Gallo M                              |
| James Slim | Lucha libre         | Pluma M                              |
| William Wood | Lucha libre         | Ligero M                             |
| George de Relwyskow | Lucha libre         | Medio M                              |
| Thomas Battersby | Natación            | 1500 m libre M                       |
| William Robinson | Natación            | 200 m braza M                        |
| Arthur Cumming | Patinaje artístico  | Especial M                           |
| Phyllis Johnson James Johnson | Patinaje artístico  | Parejas                              |
| Walter Buckmaster Frederick Freake Walter Jones John Wodehouse                                                                                              | Polo                | Torneo M                             |
| John Hardress Lloyd John Paul McCann Percy O'Reilly Auston Rotheram                                                                                         | Polo                | Torneo M                             |
| Henry Leaf | Raquetas            | Individual M                         |
| Edmund Bury Cecil Browning | Raquetas            | Doble M                              |
| Alexander McCulloch | Remo                | Scull ind. (M1x) M                   |
| George Fairbairn Philip Verdon | Remo                | Dos sin timonel (M2-) M              |
| Philip Filleul Harold Barker John Fenning Gordon Thomson | Remo                | Cuatro sin timonel (M4-) M           |
| Equipo | Rugby               | Torneo M                             |
| Josiah Ritchie James Parke | Tenis               | Dobles M (aire libre)                |
| Penelope Boothby | Tenis               | Individual F (aire libre)            |
| George Caridia | Tenis               | Individual M (sala)                  |
| George Caridia George Simond | Tenis               | Dobles M (sala)                      |
| Alice Greene | Tenis               | Individual F (sala)                  |
| Equipo | Tira y afloja       | Equipo M                             |
| Harold Humby | Tiro                | Rifle en posición tendida 50 m M     |
| Michael Matthews | Tiro                | Rifle 50 m (blanco móvil) M          |
| Harold Hawkins | Tiro                | Rifle 50 m (blanco ciego) M          |
| Arthur Fulton John Martin Harcourt Ommundsen William Padgett Philip Richardson Fleetwood Varley                                                             | Tiro                | Rifle militar por eqs. M             |
| Thomas Ranken | Tiro                | Ciervo móvil (tiro único) M          |
| Thomas Ranken | Tiro                | Ciervo móvil (tiro doble) M          |
| William Ellicott William Russell Lane-Joynt Charles Nix Ted Ranken                                                                                          | Tiro                | Ciervo móvil (tiro doble) por eqs. M |
| Reginald Brooks-King | Tiro con arco       | Doble ronda York M                   |
| Lottie Dod | Tiro con arco       | Doble ronda nacional F               |
| Charles MacIver James Kenion James Baxter William Davidson John Jellico Thomas Littledale Colin McLeod Robertson James Spence John Adam Cecil MacIver       | Vela                | 12 Metre M                           |
| Bronce |                     |                                      |
| Norman Hallows | Atletismo           | 1500 m M                             |
| Jimmy Tremeer | Atletismo           | 400 m vallas M                       |
| Edward Spencer | Atletismo           | 10 mi marcha M                       |
| William Webb | Boxeo               | Gallo (52,6 kg) M                    |
| Hugh Roddin | Boxeo               | Pluma (57,2 kg) M                    |
| Harry Johnson | Boxeo               | Ligero (63,5 kg) M                   |
| William Philo | Boxeo               | Medio (71,7 kg) M                    |
| Frederick Parks | Boxeo               | Pesado (+71,7 kg) M                  |
| Charles Brooks Walter Isaacs | Ciclismo en pista   | Tándem M                             |
| Equipo escocés | Hockey sobre hierba | Torneo M                             |
| Equipo galés | Hockey sobre hierba | Torneo M                             |
| Neville Bulwer-Lytton | Jeu de paume        | Individual M                         |
| William McKie | Lucha libre         | Pluma M                              |
| Albert Gingell | Lucha libre         | Ligero M                             |
| Frederick Beck | Lucha libre         | Medio M                              |
| Edward Barrett | Lucha libre         | Pesado M                             |
| Herbert Haresnape | Natación            | 100 m espalda M                      |
| Geoffrey Hall-Say | Patinaje artístico  | Especial M                           |
| Dorothy Greenhough-Smith | Patinaje artístico  | Individual F                         |
| Madge Syers Edgar Syers | Patinaje artístico  | Parejas                              |
| John Jacob Astor | Raquetas            | Individual M                         |
| Henry Brougham | Raquetas            | Individual M                         |
| Evan Noel Henry Leaf | Raquetas            | Doble M                              |
| Frank Jerwood Eric Powell Oswald Carver Edward Williams Henry Goldsmith Harold Kitching John Burn Douglas Stuart Richard Boyle                              | Remo                | Ocho con timonel (M8+) M             |
| Wilberforce Eaves | Tenis               | Individual M (aire libre)            |
| Clement Cazalet Charles Dixon | Tenis               | Dobles M (aire libre)                |
| Joan Winch | Tenis               | Individual F (aire libre)            |
| Josiah Ritchie | Tenis               | Individual M (sala)                  |
| Equipo | Tira y afloja       | Equipo M                             |
| Maurice Blood | Tiro                | Rifle militar 300 m M                |
| George Barnes | Tiro                | Rifle en posición tendida 50 m M     |
| William Marsden | Tiro                | Rifle 50 m (blanco móvil) M          |
| Edward Amoore | Tiro                | Rifle 50 m (blanco ciego) M          |
| Alexander Rogers | Tiro                | Ciervo móvil (tiro único) M          |
| Geoffrey Coles William Ellicott Henry Lynch-Staunton Jesse Wallingford                                                                                      | Tiro                | Pistola 25 m por eqs. M              |
| Alexander Maunder | Tiro                | Foso ind. M                          |
| John Butt Harold Creasey Richard Hutton William Morris Gerald Skinner George Whitaker                                                                       | Tiro                | Foso por eqs. M                      |
| Beatrice Hill-Lowe | Tiro con arco       | Doble ronda nacional F               |
| Philip Hunloke Alfred Hughes Frederick Hughes George Ratsey William Ward                                                                                    | Vela                | 8 Metre M                            |

1. 1 2 3 4  En el torneo masculino de hockey sobre hierba participaron seis equipos: Inglaterra, Irlanda, Escocia, Gales (representando estos cuatro al Reino Unido), Alemania y Francia.